# DIY (잡지)
DIY는 영국의 음악 잡지이다. 종이와 온라인 웹사이트를 모두 병행하고 있다. 월간 잡지이며, 한 호당 평균 4만 개가 생산되어 영국의 길거리나 클럽, 상점 같은 곳에 비치된다.

## DIY 잡지
DIY는 2002년 당시 편집자였던 스티븐 액로이드와 엠마 스완이 온라인 전용 출판인 디스 이즈 이즈 페이크 DIY를 만들었다.
2007년 9월, DIY는 BT 디지털 뮤직 어워드에서 최우수 음악 잡지 부문에 후보로 올랐다.
2011년 4월, DIY는 무료 월간 음악 잡지로 시작하였다. 파라모어, 멈퍼드 & 선스, 비피 클라이로, 제이미 엑스엑스, 이어스 앤 이어스, 울프 앨리스, LCD 사운드시스템, 폴 아웃 보이, 바스틸 등이 표지를 장식하였다.
2013년 3월 11일, DIY는 태블릿 컴퓨터와 아이폰에서의 주간 잡지 출판을 시작하였다.
2014년 6월 11일, DIY는 앞의 디스 이즈 페이크를 없애고, 새로운 URL을 사용하기 시작하였다.

## 디스 이즈 페이크 DIY 레코드
2007년, DIY는 레코드 레이블 일을 시작하였다. 레이블에는 듀엘스, 헤즈 위 댄스, 만다 린, 모델 호러, 러브 앤즈 디즈애스터!, 포퓰러 워크샵, 리서치, 빅토리안 잉글리시 젠틀멘스 클럽, 위 아 더 피직스, 유 애니멀스와 같은 밴드가 포함되어 있다.